# Kais Setti

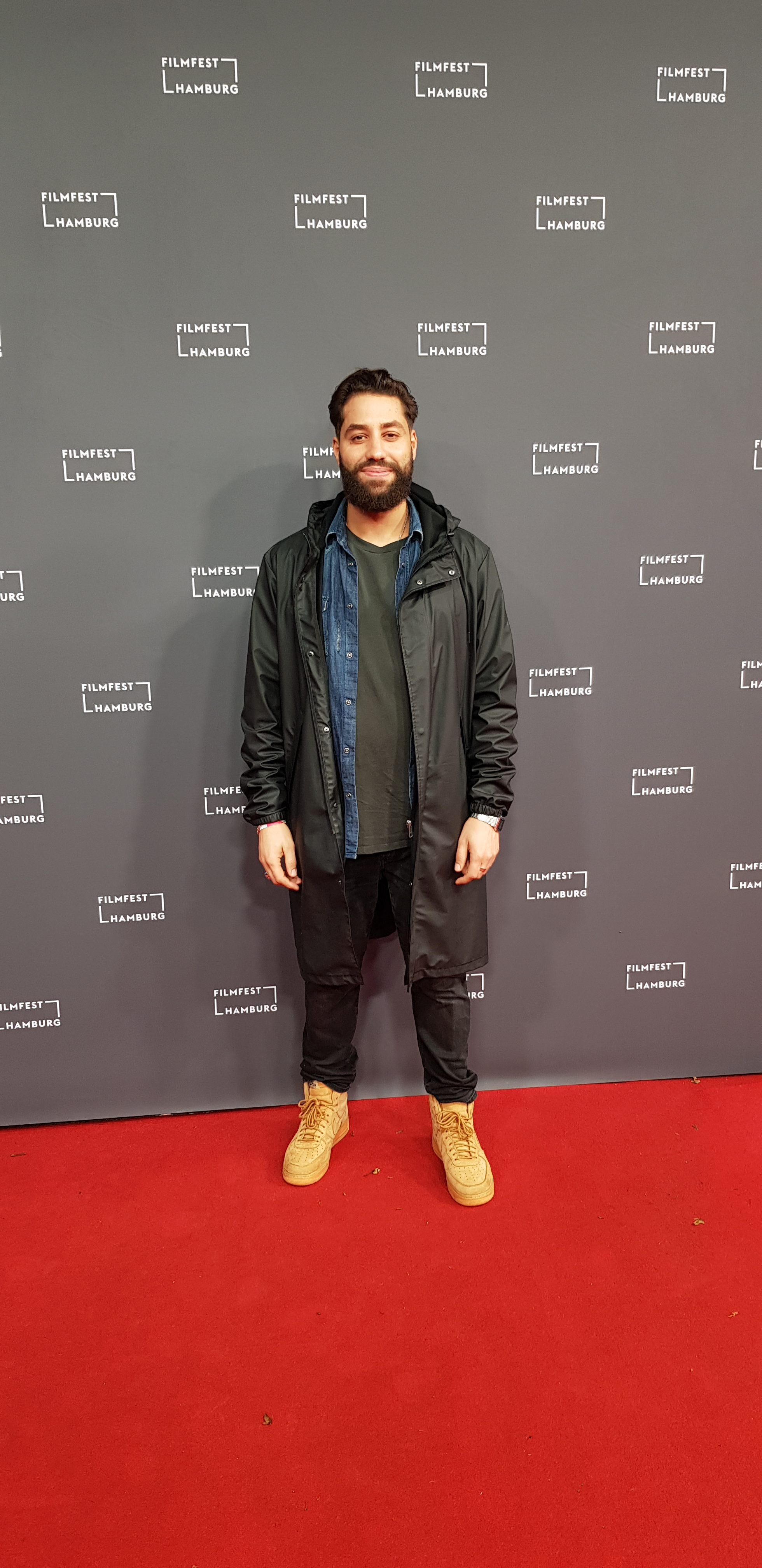
Kais Setti beim Filmfestival Hamburg 2019

Kais Setti (* 1985 in Köln) ist ein tunesisch-deutscher Schauspieler.

## Leben

### Ausbildung und Theater
Setti ist der Sohn tunesischer Einwanderer. Sein Vater erkannte früh sein Talent und förderte ihn. Er besuchte zunächst die Theater-Schule Aachen (2005–2008).
Sein Schauspielstudium absolvierte er von 2008 bis 2012 an der Akademie für Darstellende Kunst Baden-Württemberg in Ludwigsburg, wo Luk Perceval sein Schauspielleiter war. Während seiner Ausbildung spielte er Theater und erarbeitete sich zahlreiche Rollen des klassischen Theaterrepertoires.
Sein Bühnenrepertoire umfasst mittlerweile Klassiker von Shakespeare und Goethe, aber auch modernes Theater wie z. B. das Stück Wike Safari, das sich mit der Kriegsflucht-Problematik auseinandersetzt und 2018 als bestes Stück in den Niederlanden ausgezeichnet wurde.
Seit der Spielzeit 2019/20 übernimmt er mehrmals Rollen in Produktionen des Schauspiels Köln, unter anderem in den Stücken Nathan der Weise (als Sultan Saladin) und Der eingebildete Kranke (als Béralde).

### Kino- und Fernsehauftritte
Zwischen 2005 und 2011 wirkte er an der 2013 mit dem Grimme-Preis ausgezeichneten Dokumentar-Trilogie Was lebst du? – Was du willst? – Wo stehst du? mit.
Seinen ersten professionellen Filmauftritt als Darsteller hatte er 2009 unter der Regie von Nuran David Çalış als Gymnasiast Otto in der Verfilmung der für das ZDF entstandenen zeitgemäßen Adaption des Stücks Frühlings Erwachen. Es folgten kleine Rollen in den Kinofilmen Schuld sind immer die Anderen (2012) und 5 Jahre Leben (2013).
Seit 2015 ist Setti regelmäßig in deutschen, aber auch internationalen Film- und Fernsehproduktionen zu sehen. 
Im Sommer 2016 stand er für die Webserie Pendler & andere Helden unter der Regie von Peter Thorwarth für die Rolle des „smarten“ Serkan vor der Kamera. Die Clips, die an Bahnhöfen in Essen, Hagen und Düsseldorf, in Kölner Bussen sowie im Regional-Express zwischen Aachen und Dortmund entstanden, erzählen „charmante Geschichten aus Bussen und Bahnen“.
Im Tatort: Zorn Gottes (2016) spielte er den Terroristen Hakim, den Gefährten der Hauptfigur Enis Günday (Cem-Ali Gültekin). Im Münchner Polizeiruf 110: Das Gespenst der Freiheit (Erstausstrahlung: August 2018) spielte Setti an der Seite von Matthias Brandt unter der Regie von Jan Bonny den Kommissar Ayhan Ischinger. Unter der Regie von Christian Alvart war Setti in der Netflix-Serie Dogs of Berlin (2018) als Kareem Tarek Amir in einer der Hauptrollen zu sehen.
In der ZDF-Krimikomödie Das Gesetz sind wir (2020) verkörperte Setti den ältesten Sohn eines kriminellen arabischen Clan-Chefs. In Nachtschicht – Blut und Eisen (2021), dem 17. Film der ZDF-Krimireihe Nachtschicht, hatte Setti als Mübariz Petekkaya, Geschäftsführer einer Burgerrestaurantkette, eine der Hauptrollen.
In dem Krimi-Thriller Das Lied des toten Mädchens (2021) spielte er den Ex-Profiboxer und Kölner Boxclub-Inhaber Arslan Aksoy, einen „netten“ und verlässlichen Freund der beiden Hauptfiguren Jan Römer (Torben Liebrecht) und Stephanie „Mütze“ Schneider (Lara Mandoki).
Außerdem hatte er regelmäßig Gast- und Episodenrollen in diversen Krimiformaten, insbesondere des ZDF. In der 16. Staffel der ZDF-Serie SOKO Köln (2019) spielte Setti den tatverdächtigen Hauptkommissar Volkan Dercan, einen alten Freund und Kollegen des SOKO-Ermittlers Matti Wagner. In der 6. Staffel der ZDF-Serie SOKO Potsdam (2023) war er in einer Episodenhauptrolle als tatverdächtiger Shisha-Bar-Betreiber Yasin zu sehen. In der 6. Staffel der ZDF-Serie SOKO Hamburg (2024) übernahm Setti eine weitere Episodenhauptrolle als tatverdächtiger Hamburger Kommunalpolitiker Murat Borchers.

### Privates
Kais Setti setzt sich ehrenamtlich für die Unterstützung von Geflüchteten ein. Er besitzt neben der deutschen auch die tunesische Staatsangehörigkeit. Er lebt in Köln und unterrichtet außerdem Filmschauspiel an der Theaterakademie Köln.

## Filmografie (Auswahl)
- 2009: Frühlings Erwachen (Kinofilm)
- 2012: Schuld sind immer die Anderen (Kinofilm)
- 2013: 5 Jahre Leben (Kinofilm)
- 2015: SOKO Köln (Fernsehserie, Folge Tod eines Rappers)
- 2015–2016: Pendler und andere Helden (Webserie, Serienhauptrolle)
- 2016: Omid (Kurzfilm, Max Ophüls Filmfestival)
- 2016: Tatort: Zorn Gottes (Fernsehreihe)
- 2016: Die Diplomatin  – Das Botschaftsattentat (Pilotfilm zur Fernsehreihe)
- 2016: Pendler & andere Helden (Webserie, Regie: Peter Thorwarth)
- 2016: Notruf Hafenkante (Fernsehserie, Folge Die Sennerin vom Waseberg)
- 2017: Lindenstraße (Fernsehserie, Folge Freund oder Feind?)
- 2018: Polizeiruf 110: Das Gespenst der Freiheit (Fernsehreihe)
- 2018: Ein Fall für zwei (Fernsehserie, Folge Der geteilte Apfel)
- 2018: Dogs of Berlin (Netflix-Serie)
- 2019: Der letzte Bulle (Kinofilm)
- 2019: SOKO Köln (Fernsehserie, Folge Unter Kollegen)
- 2020: Das Gesetz sind wir (Fernsehfilm)
- 2020: Der gute Bulle – Nur Tote reden nicht (Fernsehreihe)
- 2021: Nachtschicht – Blut und Eisen (Fernsehreihe)
- 2021: Blood Red Sky
- 2021: Das Lied des toten Mädchens (Fernsehfilm)
- 2023: WaPo Duisburg (Fernsehserie, Folge Flitterwochen)
- 2023: SOKO Potsdam (Fernsehserie, Folge Taxi nach Nirgendwo)
- 2024: SOKO Hamburg (Fernsehserie, Folge Tödlicher Hass)
- 2025: Tatort: Verblendung (Fernsehreihe)